# Edetània
Edetània va ser el país dels edetans a la província de la Tarraconense entre l'Ebre (Iberus) i el Xúquer (Sucro) amb les muntanyes a l'oest.
Correspon a la part nord del País Valencià (exclosa la part nord de la província de Castelló) i segons algunes fonts s'hi inclou el sud de Catalunya que la majoria de les fonts consideren dels ilercavons que arribaven fins a la Plana i ocupaven la meitat de la província de Castelló. Sovint s'hi ha afegit el sud de l'Aragó fins a Saragossa, per confusió amb el país dels sedetans (Sedetània). El seu límit sud era el Xúquer perquè Xàtiva ja pertanyia als contestans.
Ja s'esmenten al territori al segle iii aC.
Les ciutats principals eren:
- Edeta (la capital, Llíria)
- Saquntum (Morvedre) al sud-est
- Valentia (València)
- Sucro (Localització incerta: Albalat de la Ribera / Algemesí / Alzira / Cullera / Sueca)
- Saguntum (Sagunt)
- Segobriga (Sogorb)

- Cartalias (entre l'Ebre i Sagunt), de situació desconeguda, podria correspondre als ilercavons

El riu principal era el Túria.